# Carlos Romero Giménez
Carlos Romero Giménez, Jiménez às vezes erroneamente escrito, (7 de Novembro de 1890 - 11 de Setembro de 1978) era um soldado espanhol fiel à República Espanhola, e uma das figuras mais proeminentes no Cerco de Madrid durante a Guerra Civil Espanhola. Posteriormente, um membro da Resistência Francesa, ele lutou contra a ocupação Nazi de Bordéus, como parte dos Maquis. Ele foi presidente da Liga Espanhola de Direitos Humanos.

## Biografia
Ele nasceu em Madrid. O seu pai era o coronel Manuel Romero Salas, que era de uma família Andaluza de Medina-Sidonia, Cádis. A sua mãe era María Giménez Nuñez. Ele juntou-se ao exército Espanhol em 2 de Dezembro de 1908. Ele participou na Guerra do Rife, e recebeu inúmeros prémios, incluindo a Cruz Laureada de São Fernando.
Antes da Insurreição de Jaca , ele foi detido como resultado de sua participação na revolta de Madrid em favor da República e contra a ditadura de Primo de Rivera. Ele passou dois anos em prisões militares sob um pedido de pena de morte. Ele foi libertado graças a uma amnistia concedida pelo General Dámaso Berenguer, e posteriormente foi designado para um Regimento estacionado em Santa Cruz de Tenerife, nas Ilhas Canárias, onde permaneceu até 14 de Abril de 1931. Logo que a Segunda República Espanhola foi proclamada, Romero regressou a Madrid para trabalhar na política com o novo governo.

## Segunda República
Romero aposentou-se do exército sob a Lei Azaña, e serviu como adido comercial da Espanha em Portugal entre 1931 e 1932. Como adido, e posteriormente de volta à Espanha, ele ajudou portugueses perseguidos pelo Estado Novo de António de Oliveira Salazar.
Ele foi o fundador e diretor da revista hispano-lusitana, assim como da revista de tecnologia militar ilustrada chamada Defensa Nacional, Revista Española de Técnica Militar (Defesa Nacional, Revista Técnica Espanhola).
Como Secretário Geral do Comité Nacional para o Monumento aos Mártires de Jaca, em 20 de Agosto de 1934, ele demitiu Luis Romero Basart (conhecido entre os refugiados espanhóis como "o Mal Romero") de seu posto como Tesoureiro do Comité. Mais tarde, Romero Basart foi demitido por abandonar o seu posto enquanto atuava como coronel da Força Aérea da República Espanhola. No seu livro Sob as Garras da Gestapo (ver abaixo) Romero Giménez afirma que Romero Basart "se ofereceu e foi admitido na Gestapo para espionar e relatar atividades de refugiados políticos Espanhóis na França", e que Romero Basart acabou entregando-o para a Gestapo.
Durante vários anos, Romero Giménez foi vice-presidente da Liga Espanhola de Direitos Humanos, uma organização fundada em 1922 sob a presidência de Miguel de Unamuno. Após a morte de Josep Puig d'Asprer, ele assumiu a presidência. Entre os membros da Liga estavam Azorín, Dalí, Falla, Azaña, Ortega e Gasset, Miró, Luis Simarro , Américo Castro e García Lorca.
O Coronel Romero Giménez obteve uma patente em 1935 para um sistema ferroviário elevado que deveria ser conduzido por hélices. Consistia de carros aerodinâmicos ultraleves suspensos por um mecanismo de rolamento e viajavam a 300 km/h. Um sistema de controle e sinalização deveria permitir frequências de três minutos entre os carros.

## Guerra Civil
No início da revolta que levou à Guerra Civil Espanhola, Romero Giménez voluntariamente re-entrou para as Forças Armadas das forças Republicanas - com a patente de capitão - para lutar contra os 
Nacionalistas. Ele foi promovido a comandante em 19 de Julho de 1936, dois dias após o início do conflito. Durante a guerra, quando o ex-Exército Republicano se reorganizou após a morte de Arellano, ele foi designado para liderar a 4ª Brigada Mista.
Foi um dos comandantes das colunas que defenderam Madrid (durante o Cerco de Madrid) dos ataques liderados pelo General Varela. A partir de Novembro de 1936, seguindo ordens do Coronel Aureliano Álvarez-Coque, Romero comandou um batalhão na Ponte dos Franceses, que era de importância crucial devido à sua localização estratégica no Rio Manzanares. Ele efetivamente repeliu tentativas de travessia e negou acesso ao centro da cidade de Madrid. Pela sua atuação heróica, ele foi promovido pelo General Miaja para Tenente-Coronel, e foi oficialmente felicitada na Agenda de 18 de Novembro. Mais tarde, o Governo da República confirmou oficialmente as ordens do General Miaja, e oficialmente concedeu-lhe tal cargo em Abril de 1938.
Por causa de desacordos com os anarquistas, o Coronel Romero Giménez solicitou a demissão de Ricardo Sanz, um anarco-sindicalista Catalão, a quem acusou de maltratar os soldados e trazer prostitutas para as trincheiras. Ele sugeriu a Miaja que a coluna de Sanz (a antiga Coluna Durruti) fosse desfeita e que seu pessoal fosse distribuído entre as unidades restantes que lutavam na frente.
Segundo o historiador Ramón Salas Larrazábal, Romero Giménez foi o "maior herói da defesa de Madrid".
Romero Giménez liderou a 6ª Divisão das Forças Armadas Republicanas a partir de 1 de Maio de 1937, quando Alzugaray deixou o seu comando vago. Em 1 de julho, ele foi colocado no comando do Segundo Corpo do Exército, que defendia a periferia de Madrid. Ele participou na Batalha de Brunete, embora o desempenho da sua unidade fosse pobre no distrito de Usera. Como comandante do Segundo Corpo do Exército, ele disse, em relação aos recrutamentos forçados, que a moral das suas tropas continuava boa entre os militantes experientes mas pobre entre os recrutas, devido à sua "completa ignorância das razões pelas quais lutamos e falta de preparação e desejo de liberdade por parte dos cidadãos".
Em Julho de 1938, quando o General Rojo solicitou que Miaja chamasse comandantes com energia e capacidade para a Campanha do Levante, Romero Giménez foi nomeado comandante do recém-criado XIII Corpo do Exército. (Adicionado ao Exército do Levante, anteriormente conhecido como o Corpo do Exército "B") Ele lutou em várias frentes contra as forças alemãs da Legião Condor lutando ao lado dos rebeldes. Pela sua atuação lutando contra divisões motorizadas dos "Camisas Pretas" do CTV Italiano, ele foi premiado com a sua segunda "Medalha de Coragem".
Como Comandante da 4ª Brigada Mista, e com o apoio efetivo do General Miaja, fundou e dirigiu uma fábrica de material de guerra chamada "Fábricas Mecânicas Romero", dedicada à produção de morteiros e munições, minas e granadas de mão, bombas com design aerodinâmico, garrafas térmicas, tripés, escudos para trincheiras, peças sobressalentes para rifles, metralhadoras e antitanques e antiaéreas, bem como reparos de motores. O trabalho começou com as máquinas que poderiam ser resgatadas da oficina de Madrid "Mobile Park". Durante o Cerco de Madrid, entre 800 e 1.200 pessoas trabalhavam ininterruptamente, sob constante fogo inimigo.
Romero Giménez é creditado com a invenção da mina que leva seu nome "Mina Romero", um sistema anti-tanque usado pela primeira vez durante o Cerco de Madrid. Consistia em uma grande caixa de ferro fundido projetada para fragmentar e produzir estilhaços, após a explosão de 15, 35 ou 60 kg. de dinamite. Os dispositivos estavam escondidos no chão para explodir os tanques inimigos a partir de baixo. Eles detonavam por meio de fios de cobre e tanques de vidro, manualmente ou automaticamente. Esta é uma inovação técnica que foi posteriormente aplicada durante a Segunda Guerra Mundial.
No rescaldo da Guerra Civil Espanhola, Romero Giménez foi julgado in absentia e condenado duas vezes à morte por Garrote por lutar contra a revolta e por ser Maçon.

## Exílio na França e Resistência
Após a Guerra Civil, o Coronel Romero foi exilado na França, inicialmente em Clermont-Ferrand, depois em Paris. Ele deixou Paris em 12 de Junho de 1940, poucas horas antes da ocupação Alemã com a intenção de embarcar no navio SS Champlain mas não conseguiu: o navio foi atacado e afundado no porto. Ele estabeleceu-se em Bordéus, uma cidade que também seria ocupada em breve pelos Nazis. Lá, Romero desempenhou um papel de liderança por dois anos na Resistência Francesa Maquis, coordenando ações como a desativação dos detonadores de bombas preparadas para serem lançadas durante a Blitz de Londres e de outras cidades. Como resultado, muitas bombas não explodiram uma vez atingindo os seus alvos. Além disso, ele liderou a desativação de materiais destinados à construção de uma base submarina e à perfuração de buracos indetectáveis no fundo de grandes latas de comida prontas para serem enviadas para as tropas Alemãs na frente Russa para que a comida estivesse estragada quando as latas chegassem ao seu destino. Romero foi preso pela Gestapo e aprisionado na temível prisão medieval "Fort du Hâ" em Bordéus. Ele foi submetido a severas torturas e interrogatórios e forçado a testemunhar o estrangulamento de outros prisioneiros da Resistência. Romero escaparia da morte como resultado de uma artimanha organizada pela Resistência e pelo Prefeito de Bordéus. O Prefeito fez um pedido oficial para que Romero fosse transferido da seção Alemã para a seção Francesa da prisão, afirmando que ele teria que ser processado por um tribunal francês, por um crime civil (inexistente). Uma vez na seção Francesa da prisão, a organização resgatou Romero. Demorou quase um mês para se recuperar fisicamente de seus ferimentos de tortura (em um hospital localizado muito perto da prisão, enquanto usava a identidade de um homem morto). Romero, a sua esposa e a sua filha foram então ajudados pela Resistência a atravessar a linha de demarcação para a 'livre' França de Vichy. Foram todos detidos na manhã seguinte e novamente presos pela gendarmaria colaboradora. Romero foi levado para o campo de concentração de Gurs, onde juntamente com os refugiados Espanhóis (incluindo o seu amigo, o Tenente-Coronel Francisco Buzón Llanes  ), os judeus estavam concentrados à espera de serem deportados para o extermínio. Ele, a sua esposa e a sua filha foram salvos devido aos procedimentos humanitários de Gilberto Bosques, Cônsul do México, notável pelo seu excelente trabalho em ajudar os refugiados Espanhóis, Judeus e outras pessoas perseguidas, proporcionando-lhes abrigo naquele país. O México estava aberto para receber refugiados, especialmente sob a presidência de Lázaro Cárdenas del Río. Superando muitas dificuldades, eles puderam viajar para Marselha, onde conseguiram embarcar para Orã. Dali, o comboio Trans-Saariano os levaria a Casablanca onde esperariam um navio que levasse Romero, a sua esposa e a sua filha através do Atlântico.

## Exílio no México
O Coronel Romero finalmente chegou ao exilou no México. Ele, a sua esposa e a sua filha chegaram ao porto de Veracruz em 22 de Maio de 1942, após quase um mês de cruzeiro a bordo da segunda de três viagens feitas a partir de Casablanca pelo navio português Nyassa, levando para o México grandes contingentes de refugiados. Neste país Romero re-fundou a revista técnica Defensa Nacional (Defesa Nacional) com a participação de refugiados militares espanhóis em cooperação com as Forças Armadas Mexicanas. Com os seus filhos, Carmen e Carlos Romero Ortega criou uma editora chamada 'Sociedad Mexicana de Publicaciones' (Carlos Jr., lutando em tenra idade pela defesa de Madrid foi separado de seus pais pela guerra. Ele obteve asilo político na República Dominicana e depois no México). O Coronel Romero estabeleceu e dirigiu a Maderas Industrializadas y Reconstituidas, uma empresa pioneira em madeira industrializada.

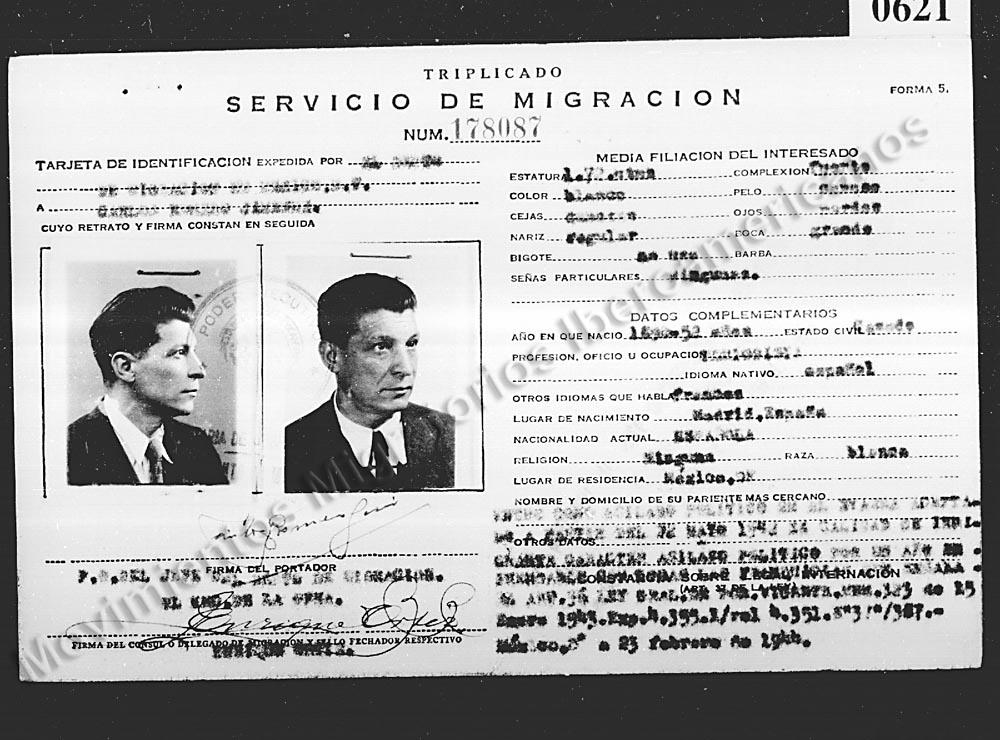
Documento de imigração como refugiado político no México

Após a morte de Francisco Franco em 1975, apesar de ter cumprido todas as formalidades, Romero nunca recebeu a pensão do estado como Veterano militar Espanhol. Em 11 de Setembro de 1978, Romero faleceu pacificamente cercado por sua família aos 87 anos no hospital Sanatorio Español na Cidade do México. Em cumprimento de sua vontade o seu corpo foi cremado e as cinzas divididas em duas partes iguais para serem espalhadas no ar, água e terra, uma metade no México e outra na Espanha. A dispersão espanhola ocorreu durante uma cerimónia pública na Ponte dos Franceses.

## Maçonaria
Com um ingresso tardio na Maçonaria em 1932 - aos 42 anos - Romero entrou no Mare Nostrum, Lodge 11, de Madrid, Gran Oriente Español (GOE), (Grande Oriente Espanhol). Posteriormente mudou-se para a Grande Loja Espanhola (GLE, Gran Logia Española) na qual Romero se tornou Grande Chefe em 1937, e Grande Perito do Conselho do Governo em 1938. Em 1939, como Conselheiro da Família Maçônica, Romero foi responsável na França por coordenar apoio aos Maçons e Republicanos exilados, em conjunto com o Comité de Socorros. A Espanha reprimiu brutalmente a Maçonaria, incluindo - como no caso de Romero - sentenças de morte para os membros por meio de instrumentos medievais de tortura. Os arquivos da loja foram usados pelo Tribunal TREMEC (Tribunal Espanhol para a Repressão da Maçonaria e do Comunismo) como prova 'criminal', então os registros da fraternidade que poderiam ter sido salvos do confisco foram escondidos ou destruídos para salvar vidas.